# Brynäs IF FK
Brynäs IF FK (Brynäs Idrottsförenings Fotbollsklubb) är fotbollsektionen i den 1912 bildade idrottsföreningen Brynäs IF från Gävle i Sverige. Klubben har vunnit det svenska mästerskapet en gång, 1925, och är hittills det enda Norrlandslaget som vunnit SM-guld i herrfotboll. Brynäs IF har även spelat en säsong i Sveriges högstadivision Allsvenskan (1974). 
Fotbollssektionerna i Brynäs IF och Gefle IF spelade tillsammans under namnet Gefle IF/Brynäs åren 1979-1981, men det samarbetet upplöstes 1982. Säsongen 2009 slutade Brynäs på nionde plats i Division 3 Södra Norrland och kvarstannade i Division 3 tack vare bättre målskillnad än IF Tunabro.

## Historik
- 1917 vann klubben sin första pokalseger, Gävlepokalen och man kom snart att kunna sätta upp junior- och damlag.

- 1925 blev föreningen svenska mästare efter att ha besegrat Linköpingslaget BK Derby med 4-2 i SM-finalen på Strömvallen.

- 1941 vann klubben Östsvenska serien (Division III) och 1947 genomförde man en turné till Danmark. Under 1940-talet vann man även tre raka distriktsmästerskap på juniorsidan.

- 1956 vann föreningen Division IV och var åter i Division III efter 6 år. 1964 vann man Division III södra Norrland och 1965 placerade man sig i mitten av Division II.

- 1974 spelade klubben i Sveriges Allsvenskan. Brynäs vann endast två matcher och spelade oavgjort i åtta, vilket renderade 12 poäng. Laget placerade sig som fjortonde och sista lag - hela nio poäng från säker mark - varför klubben degraderades till Division II.

- 1978 föll man ur Division II, och senare under året godkändes ett samgående mellan Brynäs IF:s och Gefle IF:s fotbollssektioner, där båda klubbarna under en treårsperiod ekonomiskt och organisatoriskt kom att stödja fotbollsverksamheten under lagnamnet Gefle IF/Brynäs.

- 1979 vann Gefle IF/Brynäs Division III.

- 1981 upphörde samarbetet med Gefle IF.

- 1982 Brynäs IF startade om i Division VII medan äldsta pojklaget blev distriktsmästare utan poängförlust. 1985 vann man Division VI och i slutet av 1980-talet, då även flicklagen hade börjat bli starkare, hade man etablerat sig i Division 4 som man vann 1992, samma år som juniorerna återigen blev distriktsmästare liksom man blivit 1987.

- 1993 slutade A-laget näst sist i Division 3. Samma år separerades fotbollssektionen, under namnet Brynäs IF FK, från moderföreningen.

## Profiler
En av Brynäs IF:s spelare är Jonas Almqvist som gjorde succé säsongen 2007.
Engelsmannen Ronnie Powell (pappa till Magnus Powell) blev 1974 den förste utlänningen någonsin i Allsvenskan. Brynässpelare som representerat svenska fotbollslandslaget är Anders Ahlström, Stefan "luvan" Andersson och Mats Olausson.